# 红缎带军团

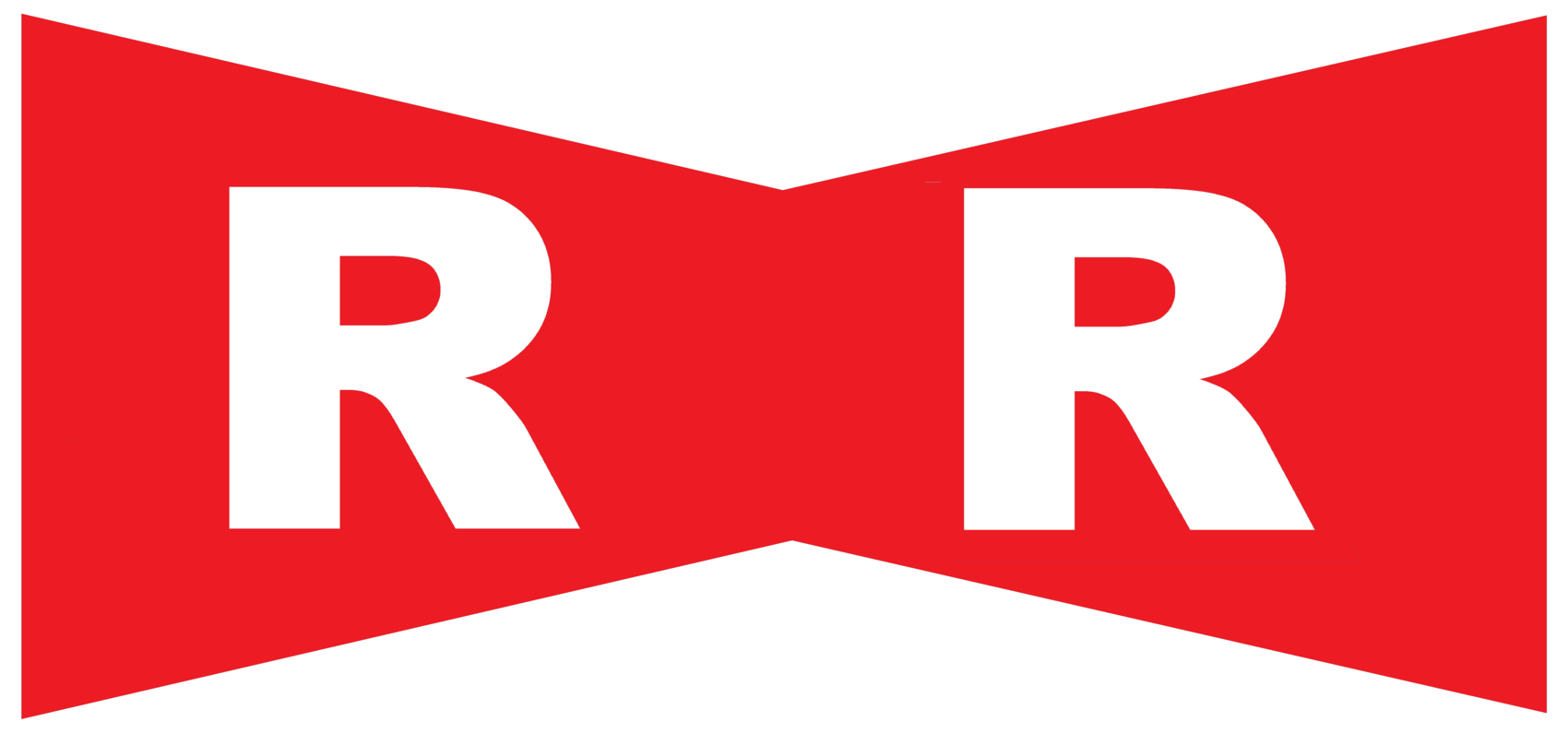
紅緞帶軍團的標誌

红缎带军团（日语：レッドリボン軍）也译作红绸带军团，是《七龙珠》中登场的虚构的犯罪组织。以征服世界为主要目标。组织分为数个不同部队，每个部队由一位干部进行指挥与管理。组织标志为“RR”。最後被獨自闖入總部的孫悟空毀滅。

## 組織成员

### 紅緞帶軍團總部
由雷德總帥率領的紅緞帶軍團的總部位於地球西部、被茂密的森林所包圍。總部以指揮室塔樓為中心，附近還設有監視塔和戰鬥人員的宿舍等設施。該基地被分為數個區域，總面積比一個小鎮還要大。總部各處配備了眾多武器，包含大砲和機槍。若有入侵者試圖從空中進入，將會遭受砲彈攻擊。
雷德總帥（レッド総帥）
配音：內海賢二（日本）；张文渔（辽艺版）
紅緞帶軍團的總帥，身形矮小，右眼戴著眼罩的紅髮男子。在《七龍珠》中被認為企圖征服世界，但實際上只是因為自卑而想透過侵略獲得龍珠向神龍許願來增長自己的身高。認為「世界的統治者必須變得帥氣，而征服世界則要透過我們用時間累積軍力來實現」。
在《七龍珠》系列的第17部劇場版《七龍珠 最強之道》，他和布拉克副官一起逃離了孫悟空的猛烈攻擊，之後像原作一樣遭到布拉克副官射殺，但不同的是原作被擊中的位置是額頭，在劇場版中則是被擊中胸膛。劇場版中的外型設定除了變為短髮及擁有藍色眼睛外，其他幾乎與原作保持一致。
由作者鳥山明擔任監修的線上遊戲《七龍珠 ONLINE》，由於歷史改變的影響，雷德總帥以人造人9號的身分復活了。
布拉克副官（ブラック補佐）
配音：佐藤正治（日本）；方树桥（辽艺版）
在動畫版中稱為布拉克參謀，是一位身形高大的黑人男性，負責收集有關龍珠的情報。雖然是雷德總帥的輔佐官，但對於身高的自卑以及布拉克參謀的身高更凸顯自己的矮小，雷德總帥常希望布拉克參謀不要站在自己旁邊。
發現雷德總帥收集龍珠征服世界的原因只是「想要增長自己的身高」，一怒之下射殺了雷德總帥並咒罵著「你沒有擔任總帥的資格」，接著宣布自己成為紅緞帶軍團的新任總帥並重新建立軍團，更揚言要成為世界的統治者。在那之後悟空透過打破窗戶進入，布拉克參謀試圖說服他成為紅緞帶軍團的一份子卻被遭到拒絕。隨後，布拉克參謀脫下戰鬥服並以全裸的狀態向悟空進行對決，但悟空的實力超乎預期而感到焦慮，決定重新穿上戰鬥服再次對抗悟空，並向對方發射導彈，然而悟空只是用了踢擊便將導彈踢回。最後，布拉克參謀試圖逃離戰鬥，悟空則在追擊時破壞了布拉克參謀的戰鬥服，讓他在爆炸中身亡。
在劇場版《七龍珠 最強之道》的劇情中，他同樣射殺了雷德總帥，奪走總帥的權限，同時宣布紅緞帶軍團更名為黑緞帶軍團（ブラックリボン軍）。與原作不同的是，在射殺雷德總帥後，用極其瘋狂的高聲笑著「從現在起，我就是總帥！」，失去了原本冷靜的樣貌。此外，他面對持有六顆龍珠的布魯將軍時表情非常扭曲，在布魯將軍犯錯而被處刑時露出笑容，顯示他和布魯將軍的關係並不融洽。

### 西爾巴小隊
西爾巴上校（シルバー大佐）
配音：銀河萬丈（日本）

### 懷特小隊（馬斯魯塔／肌肉塔）
懷特將軍（ホワイト将軍）
配音：玄田哲章／掛川裕彥（《七龍珠 最強之道》）（日本）；张文渔（辽艺版）
麥利克中士（メタリック軍曹）
配音：青森伸／江川央生（《七龍珠 最強之道》）（日本）
村崎上士（ムラサキ曹長）
配音：青野武／飛田展男（《怪博士與機器娃娃》（第一作）、《七龍珠英雄》）（日本）；姚居德（辽艺版）
守護馬斯魯塔（肌肉塔）四樓的忍者。在戰鬥中，他以「具有實體的分身術」玩弄悟空。是五胞胎中的長子，和弟弟們一同參戰。
在動畫版中有著猥瑣的一面，例如在房裡藏著色情書刊，以及懸掛著女忍者的照片等。而在原作中，紅領巾軍團的劇情結束後生死不明。後來在週刊少年JUMP出版的《七龍珠 冒險Special》被認為已經死亡。
8號
配音：飯塚昭三（日本）
布幽
配音：松原大典（《七龍珠 天下第一大冒險》）（日本）

### 布魯中隊
布魯將軍（ブルー将軍）
配音：古川登志夫（日本）；姚居德（辽艺版）
多克
配音：鹽屋浩三（日本）

### 耶魯小隊
耶魯上校（イエロー大佐）
配音：鄉里大輔（日本）

### 紫羅蘭小隊
紫羅蘭上校（バイオレット大佐）
配音：杉山佳壽子（日本）

### 其他相關人物
桃白白（タオパイパイ）
配音：大塚周夫 ／岸野幸正（日本）；于振波（遼藝版）
鶴仙人的弟弟。初出場時為紅領巾軍僱用的殺手，目的是殺死孫悟空及拿回被孫悟空拿走的七龍珠，後來不敵孫悟空而使詐，要用手榴彈偷襲，結果手榴彈被悟空踢回，反而將自己炸成重傷。
蓋洛博士
配音：矢田耕司／澤木郁也（《七龍珠 融合》以後的遊戲作品）（日本）
紅領巾軍的科學家。人造人系列（1號～20號）的製作者。
最初是以征服世界為目的而研究人造人，紅領巾軍被悟空消滅後，目標便轉成向悟空復仇，透過微型蟲型機械調查悟空等人的戰鬥並取得他們的基因製作賽魯。為了使自己變得強大並且得到永生便將自己改造成能源吸收式人造人「20號」（人造人間20号），但最後遭17號殺害。死後被閻羅王判下地獄。